# 鳄湖路
鳄湖路是中国广东省惠州市的一条主干道路，全长1.9千米，宽34米。该道路同时也是惠州市西部快速通道及惠州民间认为的“二环路”的组成部分。

## 概述及沿革
鳄湖路是惠州市惠城区的一条主干道路，北起下角南路，并与丰山路交汇，南至鹅岭西路，并与红花湖路交汇。道路全长1.9千米，宽34米。
该道路最早由惠州西湖烟霞堤改造而成，于民国时期通车。1951年，惠州开辟环市公路，将该段道路纳入。此时的鳄湖路北起烟霞堤，中途沿东南面经由螺山山脚至惠阳汽车总站。1958年，道路拓宽至6米，并成为广汕公路的过境路段。
1990年，由下角新村至红花湖路口的一段道路被拓宽至34米，筑为水泥路，该段道路也由此被正式命名为“鳄湖路”。1992年，配合鳄湖整治工程，烟霞堤不再通车，鳄湖路改道至鳄湖北面，接下角南路。
2008年9月2日，随惠州市西部快速通道全线贯通，鳄湖路亦正式成为其组成部分。2018年8月2日，惠州市住房和城乡建设局发布《惠州市惠新大道沿线城市设计及局部地块控制性详细规划调整》草案，将鳄湖路纳入江南片区绿道系统环线。

## 沿途信息

### 主要交汇道路
- 丰山路、下角南路
- 莲花路
- 新联路
- 红花湖路、鹅岭西路

### 主要建筑及设施
- 惠州市民政局
- 中国人民解放军75200部队

### 行经公共交通
| 公交站名 | 行经路线                                          | 备注 |
| -------- | ------------------------------------------------- | ---- |
| 部队     | L1A、K2、11、29、33、36、202、208、235、369、369B |      |
| 湖畔新城 | L1A、K2、11、29、33、36、202、208、235、369、369B |      |
| 城区政府 | L1A、K2、11、29、33、36、202、208、235、369、369B |      |